# Mandelův efekt

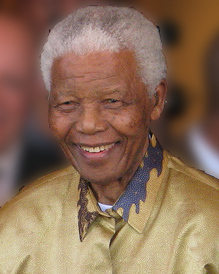
Nelson Mandela v roce 2008

Mandelův efekt (anglicky Mandela effect) je pojmenování pro jev, kdy si někteří lidé pamatují určité události, jména, loga a jiné informace jinak, než jak se skutečně odehrály nebo jak jsou oficiálně prezentovány.

## První pozorování
Název Mandelův efekt byl poprvé použit roku 2009 v souvislosti se situací, kdy mnoho lidí – podle průzkumů se jedná o desítky tisíc – věřilo, že jihoafrický politik a bojovník za lidská práva Nelson Mandela zemřel v 80. letech ve vězení, ačkoli byl v té době naživu (zemřel až v roce 2013 v pohodlí svého domova).

## Příklady
Mezi další příklady Mandelova efektu patří například přesvědčení, že v logu značky KitKat se nachází spojovník (Kit-Kat), i když ve skutečnosti tento spojovník nikdy neexistoval a značka se vždy jmenovala pouze „KitKat“. Dalším příkladem může být hláška Dartha Vadera ze Star Wars: Epizoda V – Impérium vrací úder, která nezní „Luke, I am your father.“, jak si mnoho lidí myslí, nýbrž: „No, I am your father.“